# Kuroiso
Kuroiso (黒磯市, Kuroiso-shi) est une ancienne ville de la préfecture de Tochigi, au Japon, et qui forme actuellement un quartier de la ville moderne de Nasushiobara. 

## Histoire
Kuroiso, fondée le 1er novembre 1970 a fusionné le 1er janvier 2005 avec les villes de Nishinasuno et de Shiobara (toutes deux du district de Nasu) pour créer la ville de Nasushiobara.

## Géographie
En 2003, la ville avait une population estimée de 60 145 habitants pour une superficie totale de 343,12 km2, soit une densité de 175,29 personnes par km².